# Начальник Генерального штаба Вооружённых сил Армении
Начальник Генерального штаба Вооружённых сил Республики Армения (арм. ՀՀ Զինված ուժերի Գլխավոր շտաբի պետ, АА Зинвац ужери Глхавор штаби пет) — высшая военная должность в Вооружённых силах Армении; представитель высшего командного состава ВС Армении, который отвечает за оперативное управление всеми тремя видами вооружённых сил Армении (Сухопутные войска, ВВС и войска ПВО). Назначается Президентом Республики Армения сроком на 5 лет.

## Список начальников Генштаба
| Имя                   | Изображение | Годы жизни | Воинское звание   | Вступил в должность | Освобождён от должности |
| --------------------- | ----------- | ---------- | ----------------- | ------------------- | ----------------------- |
| Гурген Далибалтаян    |             | 1926—2015  | генерал-полковник | 1991                | 1992                    |
| Норат Тер-Григорьянц  |             | род. 1936  | генерал-лейтенант | 10 августа 1992     | 1993                    |
| Грач Андресян         |             | 1932—1999  | генерал-лейтенант | 1993                | 12 мая 1994             |
| Микаел Арутюнян       |             | род. 1946  | генерал-полковник | 12 мая 1994         | 24 апреля 2007          |
| Сейран Оганян         |             | род. 1962  | генерал-полковник | 11 мая 2007         | 14 апреля 2008          |
| Юрий Хачатуров        |             | род. 1952  | генерал-полковник | 14 апреля 2008      | 3 сентября 2016         |
| Мовсес Акопян         |             | род. 1965  | генерал-лейтенант | 3 сентября 2016     | 24 мая 2018             |
| Артак Давтян          |             | род. 1970  | генерал-лейтенант | 24 мая 2018         | 8 июня 2020             |
| Оник Гаспарян         |             | род. 1970  | генерал-полковник | 8 июня 2020         | 10 марта 2021           |
| Степан Галстян (врио) |             | род. 1963  | генерал-лейтенант | 10 марта 2021       | 22 марта 2021           |
| Артак Давтян          |             | род. 1970  | генерал-лейтенант | 22 марта 2021       | 24 февраля 2022         |
| Эдвард Асрян          |             | род. 1977  | генерал-майор     | 14 июля 2022        |                         |